# Account based marketing
L'Account-based marketing (ABM), anche conosciuto come key account marketing, è un approccio strategico al business marketing basato sulla considerazione dell'importanza dei singoli account, nella quale un'azienda si rapporta ad un prospect, a un cliente o ad un partner come ad unica organizzazione. L'account-based-marketing è tipicamente utilizzato nel mercato del B2B.
L'Account Based Marketing sta progressivamente sviluppandosi in ambito business to business grazie anche allo sviluppo tecnologico. Il tanto auspicato allineamento tra marketing e vendite all'interno delle aziende ha fatto sempre fatica a realizzarsi per diversi motivi che spaziano dalla cultura del management alle dotazioni tecnologiche. La crescita della tecnologia relativa al Customer Relationship Management (CRM) ha messo in evidenza come sia necessario, per trarne il massimo profitto, lavorare ad una nuova visione integrata tra Sales & Marketing. In tale contesto l'Account Based Marketing consente di focalizzare l'attenzione su Accounts (ossia aziende selezionate tramite una serie di requisiti) e lavorare sulla costruzione e sviluppo di relazioni profittevoli con le persone che ne formano le specifiche DMU (Decision Making Unit).
Comprendere le sfide dell'Account, mappare le DMU, costruire specifiche proposte di valore e orchestrare specifiche campagne di marketing sono gli step principali dell'operatività di Account Based Marketing.
L'Account Based Marketing si dimostra efficace e aumentano le aziende che investono su tale ambito perché parte da una chiara identificazione degli Account target attraverso una ricerca denominata "Account Intelligence" che attraverso le attività e le tecnologie di marketing mira a fornire al Sales Department una serie di informazioni che consentono a chi svolge l'azione commerciale di potersi muovere con maggiore efficacia.

## Come misurare i risultati dell'Account Based Marketing.
Per misurare i risultati di un'attività di ABM devono essere presi in considerazione le 3 "R":
1. Relationship. La profondità della relazione che riesco a mappare e costruire con ogni Account. Avere conoscenza e comprensione dei ruoli e sfide dei singoli DMU è un vantaggio per chi svolge l'attività commerciale di notevole importanza per costruire una proposta di valore.
2. Reputation. La consapevolezza del corretto Posizionamento aziendale della nostra azienda all'interno dell'Account è fondamentale per poterci differenziare dalla concorrenza.
3. Revenue. I ricavi sono imprescindibili per guidare e guistificare la scelta nel medio periodo di specifici account rispetto ad altri e allo stesso tempo fornire le risorse per alimentare le attività di marketing dell'ABM.

## Origini e differenze rispetto al marketing tradizionale
Nel marketing che si rivolge ad aziende strutturate, l'account based marketing gioca un ruolo chiave nell'espansione del business all'interno degli account dei clienti esistenti (dove, ad esempio, un marketing più ampio del settore non sarebbe sufficientemente mirato per attrarre un cliente esistente). Negli scenari in cui la vendita iniziale ha richiesto diversi mesi, è stato riferito che l'account based marketing fornisce un aumento della fidelizzazione a lungo termine del cliente.  L'ABM può essere applicato anche ai principali potenziali clienti a supporto della prima vendita. Per esempio, Northrop Grumman ha utilizzato l'ABM per conseguire un guadagno 2 miliardi di dollari [2]. Account Based Marketing è stato anche usato da Shell per concludere un affare da 13 milioni di dollari[3].
La ricerca dimostra che gli acquirenti cercano i loro fornitori esistenti per mantenerli aggiornati con le proposte pertinenti, ma sono spesso delusi da questo. Nella ricerca del Regno Unito, i fornitori esistenti hanno superato tutti i diversi canali di informazione che gli utenti IT utilizzano per cercare nuove soluzioni, ma più del 50% ritiene che il marketing dei propri fornitori sia scadente [4]. La ricerca dimostra anche quanto sia più facile per le organizzazioni generare più vendite da clienti esistenti che da nuovi clienti: il 77% dei responsabili delle decisioni afferma che il marketing di nuovi fornitori è scarsamente mirato e rende facile giustificare la permanenza presso il proprio fornitore corrente [citazione necessaria] Trattando ogni account individualmente, l'attività di marketing basata sull'account può essere indirizzata in modo più accurato per rivolgersi al pubblico ed è più probabile che sia considerata rilevante rispetto all'attività di marketing diretto non mirata.